# Розати, Майк
Майкл Энтони Розати (англ. Michael Anthony Rosati, итал. Michael Anthony Rosati; род. 7 января 1968, Торонто, Канада) — канадо-итальянский хоккеист, вратарь.

## Карьера

### Клубная
Как большинство канадских хоккеистов, Майк первые шаги в большом хоккее делал в ОХЛ, играя за клубы этой лиги. Летом 1990 года он присоединился к ХК «Больцано», в составе последних он стал чемпионом Италии 1995 и 1996 годов. Из-за кризиса итальянской серии A в середине 90-х годов, Майк переехал в Мангейм, где начал выступать за «Адлер Мангейм», в составе последних в сезонах 1996/97, 1997/98 и 2000/01 стал чемпионом Германии. Между вторым и третьим чемпионствами успел дебютировать в НХЛ за «Вашингтон Кэпиталз» 7 ноября 1998 года в матче против «Оттава Сенаторз», ещё некоторое время выступал за фарм-клуб «Портленд Пайретс» (АХЛ).
Начиная с сезона 2003/04 выступал за ХК «Хайльброннер Фалькен», где и завершил карьеру игрока. В сезоне 2004/05 работал помощником тренера в «Адлер Мангейм».

### В сборной
Получив паспорт гражданина Италии, выступал за национальную сборную на чемпионатах мира: 1994, 1995, 1996, 1997, 1998, 2000, 2001 и 2002 годов, а также в первом дивизионе 2003 года.
Также принимал участие в Зимних Олимпийских играх 1994 года в Лиллехаммере и 1998 года в Нагано.

### Тренерская
Сейчас Розати работает в хоккейной школе вратарей в Аллистоне.

## Награды и достижения
- 1995 Чемпион Италии в составе ХК «Больцано»
- 1996 Чемпион Италии в составе ХК «Больцано»
- 1997 Чемпион Германии в составе «Адлер Мангейм»
- 1998 Чемпион Германии в составе «Адлер Мангейм»
- 2001 Чемпион Германии в составе «Адлер Мангейм»